# Neotamandua borealis
Neotamandua borealis é uma espécie de tamanduá, já extinta. Fósseis foram encontrados em La Venta (Colômbia), Colômbia. É possível que seja o ancestral do tamanduá-bandeira.
Neotamandua borealis se alimentava de formigas e cupins e possuía hábitos arborícolas e terrestres. Pesava entre 10 e 100 kg.